# Mariakerk (Dietz)

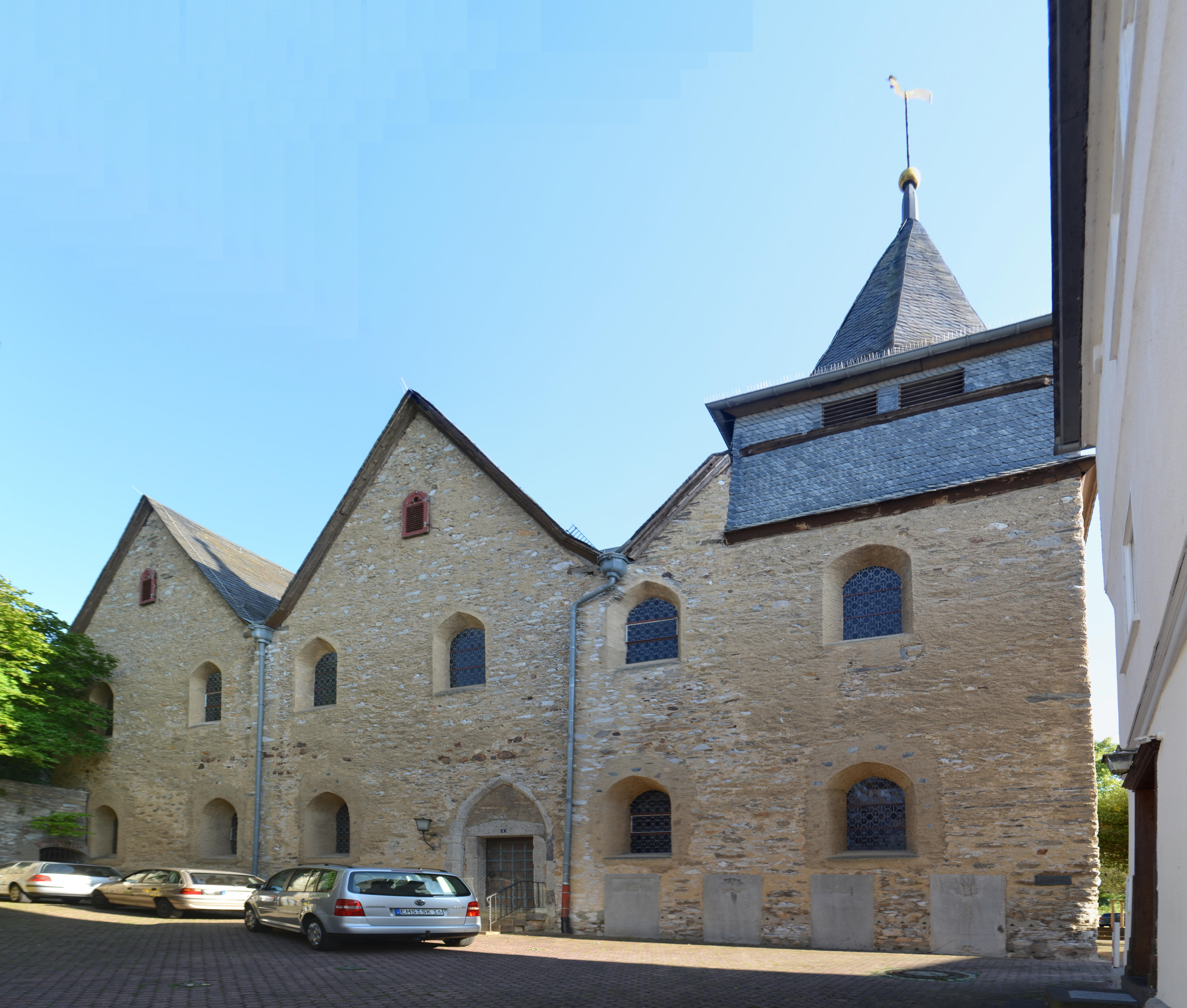
De Mariakerk

De Mariakerk is een evangelisch kerkgebouw in Diez in de Rhein-Lahn-Kreis in Noordrijn-Westfalen.